# Vilhelm Ekelund
Vilhelm Ekelund (Stehag, Malmö, 1880 — Saltsjöbaden, Estocolm, 1949) va ser un poeta suec.
La seva obra, escrita en vers lliure, es basa en l'idealisme, l'exaltació de la bellesa i de l'amor platònics.

## Obra
- Melodier i skymning (‘Melodies crepusculars', 1902)
- Elegier (1903)
- Dithyramber i aftonglans (‘Ditirambes a la llum del vespre’, 1906).